# Tyree Head
Das Tyree Head ist eine Landspitze an der Südküste der antarktischen Ross-Insel. Sie ragt bis zu 400 m hoch in einer Entfernung von 5,1 km nordöstlich des Sultans Head Rock auf. Abgesehen von einigen Felsvorsprüngen auf der niedrig gelegenen Ostseite ist sie von Eis bedeckt.
Das Advisory Committee on Antarctic Names benannte sie im Jahr 1999 nach dem US-amerikanischen Admiral David Merrill Tyree (1904–1984), Kommandeur der Unterstützungseinheiten der United States Navy in Antarktika von 1959 bis 1962.